# Enneapterygius destai
Enneapterygius destai är en fiskart som beskrevs av Clark, 1980. Enneapterygius destai ingår i släktet Enneapterygius och familjen Tripterygiidae. Inga underarter finns listade i Catalogue of Life.